# Панзо, Джонатан
Джо́натан Уи́льям Па́нзо (англ. Jonathan William Panzo; родился 25 октября 2000, Лондон) — английский футболист, защитник клуба «Риу Аве».

## Клубная карьера
Джонатан — воспитанник юношеской академии «Челси». В сезоне 2017/18 в составе команды «Челси» до 18 лет выиграл пять юношеских трофеев, включая Молодёжный кубок Англии. Однако по окончании сезона отказался подписывать новый контракт с «Челси» и перешёл во французский «Монако», техническим директором которого является Майкл Эменало, ранее работавший на той же должности в лондонском клубе.
В основном составе «Монако» дебютировал 19 декабря 2018 года в матче Кубка французской лиги против «Лорьяна».
9 августа 2019 года дебютировал во французской Лиге 1, выйдя в стартовом составе матча первого тура Лиги 1 2019/20 против клуба «Олимпик Лион».
30 августа 2019 года перешёл в бельгийский клуб «Серкль Брюгге» на правах аренды до окончания сезона 2019/20.
31 января 2022 года перешёл в «Ноттингем Форест», подписав контракт до 2025 года.

## Карьера в сборной
16 августа 2015 года дебютировал в составе национальной сборной Англии до 16 лет в матче против сборной США до 15 лет.
28 сентября 2016 года дебютировал в составе сборной Англии до 17 лет. В 2017 году в составе сборной принял участие в чемпионате Европы (дошёл до финала, в котором англичане проиграли испанцам) и чемпионате мира (забил гол в финале против испанцев и стал чемпионом мира).

## Достижения
Англия (до 17)
- Победитель чемпионата мира (до 17 лет): 2017